# 2e étape du Tour de France 2014
Pour un article plus général, voir Tour de France 2014.
La 2e étape du Tour de France 2014 s'est déroulée le dimanche 6 juillet 2014, entre York et Sheffield, dans le Yorkshire (Royaume-Uni) sur une distance de 201 km.

## Parcours
Le départ est donné à York, dans le Yorkshire. Après 47 km de course, les coureurs montent la première des neuf côtes de l'étape, la côte de Bubberhouses. Au km 143,5, les coureurs escaladent la côte de Holme Moss (4,7 km à 7 %). Cette ascension est la plus difficile de la journée. Il reste alors quatre côtes à grimper, dont la côte de Jenkin Road, située à cinq kilomètres de l'arrivée et avec un passage à 23 %. L'arrivée de cette étape a lieu à Sheffield après 201 km de course.

## Déroulement de la course
Lors de la deuxième étape, Marcel Kittel porteur du maillot jaune est distancé dans la côte de Holme Moss, classée en deuxième catégorie. À l'avant, Blel Kadri tente sa chance en solitaire et passe en tête de la côte. Il est rejoint par le peloton emmené par la formation Cannondale. Durant la dernière difficulté de la journée, plusieurs favoris passent à l'offensive, comme Christopher Froome sans réussite, mais c'est celle de Vincenzo Nibali après la côte qui sera la bonne. Il passe la ligne d'arrivée en tête et relègue tous ses concurrents à deux secondes et ainsi il s'empare du maillot jaune, que détenait Kittel.

## Résultats

### Classement de l'étape
| Classement de la 2e étape | Classement de la 2e étape | Classement de la 2e étape | Classement de la 2e étape | Classement de la 2e étape |
|                           | Coureur                   | Pays                      | Équipe                    | Temps                     |
| ------------------------- | ------------------------- | ------------------------- | ------------------------- | ------------------------- |
| 1er                       | Vincenzo Nibali           | Italie                    | Astana                    | en 5 h 8 min 36 s         |
| 2e                        | Greg Van Avermaet         | Belgique                  | BMC Racing                | + 2 s                     |
| 3e                        | Michał Kwiatkowski        | Pologne                   | Omega Pharma-Quick Step   | + 2 s                     |
| 4e                        | Peter Sagan               | Slovaquie                 | Cannondale                | + 2 s                     |
| 5e                        | Tony Gallopin             | France                    | Lotto-Belisol             | + 2 s                     |
| 6e                        | Michael Albasini          | Suisse                    | Orica-GreenEDGE           | + 2 s                     |
| 7e                        | Andrew Talansky           | États-Unis                | Garmin-Sharp              | + 2 s                     |
| 8e                        | Bauke Mollema             | Pays-Bas                  | Belkin                    | + 2 s                     |
| 9e                        | Tejay van Garderen        | États-Unis                | BMC Racing                | + 2 s                     |
| 10e                       | Romain Bardet             | France                    | AG2R La Mondiale          | + 2 s                     |
| modifier                  |                           |                           |                           |                           |

### Points attribués
| Sprint intermédiaire de Keighley (km 68,5) | Sprint intermédiaire de Keighley (km 68,5) | Sprint intermédiaire de Keighley (km 68,5) | Sprint intermédiaire de Keighley (km 68,5) | Sprint intermédiaire de Keighley (km 68,5) |
| ------------------------------------------ | ------------------------------------------ | ------------------------------------------ | ------------------------------------------ | ------------------------------------------ |
|                                            | Coureur                                    | Pays                                       | Équipe                                     | Point(s)                                   |
| 1er                                        | Blel Kadri                                 | France                                     | AG2R La Mondiale                           | 20                                         |
| 2e                                         | David de la Cruz                           | Espagne                                    | NetApp-Endura                              | 17                                         |
| 3e                                         | Perrig Quéméneur                           | France                                     | Europcar                                   | 15                                         |
| 4e                                         | Matthew Busche                             | États-Unis                                 | Trek Factory Racing                        | 13                                         |
| 5e                                         | Armindo Fonseca                            | France                                     | Bretagne-Séché Environnement               | 11                                         |
| 6e                                         | Bart De Clercq                             | Belgique                                   | Lotto-Belisol                              | 10                                         |
| 7e                                         | Cyril Lemoine                              | France                                     | Cofidis                                    | 9                                          |
| 8e                                         | Bryan Coquard                              | France                                     | Europcar                                   | 8                                          |
| 9e                                         | Alexander Kristoff                         | Norvège                                    | Katusha                                    | 7                                          |
| 10e                                        | André Greipel                              | Allemagne                                  | Lotto-Belisol                              | 6                                          |
| 11e                                        | Peter Sagan                                | Slovaquie                                  | Cannondale                                 | 5                                          |
| 12e                                        | Kévin Réza                                 | France                                     | Europcar                                   | 4                                          |
| 13e                                        | Alexander Porsev                           | Russie                                     | Katusha                                    | 3                                          |
| 14e                                        | Elia Viviani                               | Italie                                     | Cannondale                                 | 2                                          |
| 15e                                        | Fabio Sabatini                             | Italie                                     | Cannondale                                 | 1                                          |
| modifier                                   |                                            |                                            |                                            |                                            |

| Classement de l'étape | Classement de l'étape | Classement de l'étape | Classement de l'étape   | Classement de l'étape |
| --------------------- | --------------------- | --------------------- | ----------------------- | --------------------- |
|                       | Coureur               | Pays                  | Équipe                  | Point(s)              |
| 1er                   | Vincenzo Nibali       | Italie                | Astana                  | 30                    |
| 2e                    | Greg Van Avermaet     | Belgique              | BMC Racing              | 25                    |
| 3e                    | Michał Kwiatkowski    | Pologne               | Omega Pharma-Quick Step | 22                    |
| 4e                    | Peter Sagan           | Slovaquie             | Cannondale              | 19                    |
| 5e                    | Tony Gallopin         | France                | Lotto-Belisol           | 17                    |
| 6e                    | Michael Albasini      | Suisse                | Orica-GreenEDGE         | 15                    |
| 7e                    | Andrew Talansky       | États-Unis            | Garmin-Sharp            | 13                    |
| 8e                    | Bauke Mollema         | Pays-Bas              | Belkin                  | 11                    |
| 9e                    | Tejay van Garderen    | États-Unis            | BMC Racing              | 9                     |
| 10e                   | Romain Bardet         | France                | AG2R La Mondiale        | 7                     |
| 11e                   | Jurgen Van den Broeck | Belgique              | Lotto-Belisol           | 6                     |
| 12e                   | Jakob Fuglsang        | Danemark              | Astana                  | 5                     |
| 13e                   | Alberto Contador      | Espagne               | Tinkoff-Saxo            | 4                     |
| 14e                   | Rui Costa             | Portugal              | Lampre-Merida           | 3                     |
| 15e                   | Haimar Zubeldia       | Espagne               | Trek Factory Racing     | 2                     |
| modifier              |                       |                       |                         |                       |

### Cols et côtes
| Côte de Blubberhouses (km 47) 4e catégorie | Côte de Blubberhouses (km 47) 4e catégorie | Côte de Blubberhouses (km 47) 4e catégorie | Côte de Blubberhouses (km 47) 4e catégorie | Côte de Blubberhouses (km 47) 4e catégorie |
| ------------------------------------------ | ------------------------------------------ | ------------------------------------------ | ------------------------------------------ | ------------------------------------------ |
|                                            | Coureur                                    | Pays                                       | Équipe                                     | Point(s)                                   |
| 1er                                        | Cyril Lemoine                              | France                                     | Cofidis                                    | 1                                          |
| modifier                                   |                                            |                                            |                                            |                                            |

| Côte d'Oxenhope Moor (km 85) 3e catégorie | Côte d'Oxenhope Moor (km 85) 3e catégorie | Côte d'Oxenhope Moor (km 85) 3e catégorie | Côte d'Oxenhope Moor (km 85) 3e catégorie | Côte d'Oxenhope Moor (km 85) 3e catégorie |
| ----------------------------------------- | ----------------------------------------- | ----------------------------------------- | ----------------------------------------- | ----------------------------------------- |
|                                           | Coureur                                   | Pays                                      | Équipe                                    | Point(s)                                  |
| 1er                                       | Perrig Quéméneur                          | France                                    | Europcar                                  | 2                                         |
| 2e                                        | Cyril Lemoine                             | France                                    | Cofidis                                   | 1                                         |
| modifier                                  |                                           |                                           |                                           |                                           |

| Côte de Ripponden (km 112,5) 3e catégorie | Côte de Ripponden (km 112,5) 3e catégorie | Côte de Ripponden (km 112,5) 3e catégorie | Côte de Ripponden (km 112,5) 3e catégorie | Côte de Ripponden (km 112,5) 3e catégorie |
| ----------------------------------------- | ----------------------------------------- | ----------------------------------------- | ----------------------------------------- | ----------------------------------------- |
|                                           | Coureur                                   | Pays                                      | Équipe                                    | Point(s)                                  |
| 1er                                       | Cyril Lemoine                             | France                                    | Cofidis                                   | 2                                         |
| 2e                                        | David de la Cruz                          | Espagne                                   | NetApp-Endura                             | 1                                         |
| modifier                                  |                                           |                                           |                                           |                                           |

| Côte de Greetland (km 119,5) 3e catégorie | Côte de Greetland (km 119,5) 3e catégorie | Côte de Greetland (km 119,5) 3e catégorie | Côte de Greetland (km 119,5) 3e catégorie | Côte de Greetland (km 119,5) 3e catégorie |
| ----------------------------------------- | ----------------------------------------- | ----------------------------------------- | ----------------------------------------- | ----------------------------------------- |
|                                           | Coureur                                   | Pays                                      | Équipe                                    | Point(s)                                  |
| 1er                                       | Cyril Lemoine                             | France                                    | Cofidis                                   | 2                                         |
| 2e                                        | David de la Cruz                          | Espagne                                   | NetApp-Endura                             | 1                                         |
| modifier                                  |                                           |                                           |                                           |                                           |

| Côte de Holme Moss (km 143,5) 2e catégorie | Côte de Holme Moss (km 143,5) 2e catégorie | Côte de Holme Moss (km 143,5) 2e catégorie | Côte de Holme Moss (km 143,5) 2e catégorie | Côte de Holme Moss (km 143,5) 2e catégorie |
| ------------------------------------------ | ------------------------------------------ | ------------------------------------------ | ------------------------------------------ | ------------------------------------------ |
|                                            | Coureur                                    | Pays                                       | Équipe                                     | Point(s)                                   |
| 1er                                        | Blel Kadri                                 | France                                     | AG2R La Mondiale                           | 5                                          |
| 2e                                         | Nicolas Edet                               | France                                     | Cofidis                                    | 3                                          |
| 3e                                         | Thomas Voeckler                            | France                                     | Europcar                                   | 2                                          |
| 4e                                         | Tony Martin                                | Allemagne                                  | Omega Pharma-Quick Step                    | 1                                          |
| modifier                                   |                                            |                                            |                                            |                                            |

| Côte de Midhopestones (km 167) 3e catégorie | Côte de Midhopestones (km 167) 3e catégorie | Côte de Midhopestones (km 167) 3e catégorie | Côte de Midhopestones (km 167) 3e catégorie | Côte de Midhopestones (km 167) 3e catégorie |
| ------------------------------------------- | ------------------------------------------- | ------------------------------------------- | ------------------------------------------- | ------------------------------------------- |
|                                             | Coureur                                     | Pays                                        | Équipe                                      | Point(s)                                    |
| 1er                                         | Tom-Jelte Slagter                           | Pays-Bas                                    | Garmin-Sharp                                | 2                                           |
| 2e                                          | Andrew Talansky                             | États-Unis                                  | Garmin-Sharp                                | 1                                           |
| modifier                                    |                                             |                                             |                                             |                                             |

| Côte de Bradfield (km 175) 4e catégorie | Côte de Bradfield (km 175) 4e catégorie | Côte de Bradfield (km 175) 4e catégorie | Côte de Bradfield (km 175) 4e catégorie | Côte de Bradfield (km 175) 4e catégorie |
| --------------------------------------- | --------------------------------------- | --------------------------------------- | --------------------------------------- | --------------------------------------- |
|                                         | Coureur                                 | Pays                                    | Équipe                                  | Point(s)                                |
| 1er                                     | Andriy Grivko                           | Ukraine                                 | Astana                                  | 1                                       |
| modifier                                |                                         |                                         |                                         |                                         |

| Côte d'Oughtibridge (km 182) 3e catégorie | Côte d'Oughtibridge (km 182) 3e catégorie | Côte d'Oughtibridge (km 182) 3e catégorie | Côte d'Oughtibridge (km 182) 3e catégorie | Côte d'Oughtibridge (km 182) 3e catégorie |
| ----------------------------------------- | ----------------------------------------- | ----------------------------------------- | ----------------------------------------- | ----------------------------------------- |
|                                           | Coureur                                   | Pays                                      | Équipe                                    | Point(s)                                  |
| 1er                                       | Pierre Rolland                            | France                                    | Europcar                                  | 2                                         |
| 2e                                        | Jean-Christophe Péraud                    | France                                    | AG2R La Mondiale                          | 1                                         |
| modifier                                  |                                           |                                           |                                           |                                           |

| \| Côte de Jenkin Road (km 196) 4e catégorie \| Côte de Jenkin Road (km 196) 4e catégorie \| Côte de Jenkin Road (km 196) 4e catégorie \| Côte de Jenkin Road (km 196) 4e catégorie \| Côte de Jenkin Road (km 196) 4e catégorie \| \| ----------------------------------------- \| ----------------------------------------- \| ----------------------------------------- \| ----------------------------------------- \| ----------------------------------------- \| \| \| Coureur \| Pays \| Équipe \| Point(s) \| \| 1er \| Christopher Froome \| Royaume-Uni \| Sky \| 1 \| \| modifier \| \| \| \| \| |                    |             |        |          |
| Côte de Jenkin Road (km 196) 4e catégorie |                    |             |        |          |
| | Coureur            | Pays        | Équipe | Point(s) |
| 1er | Christopher Froome | Royaume-Uni | Sky    | 1        |
| modifier |                    |             |        |          |

## Classements à l'issue de l'étape

### Classement général
| Classement général | Classement général    | Classement général | Classement général | Classement général |
|                    | Coureur               | Pays               | Équipe             | Temps              |
| ------------------ | --------------------- | ------------------ | ------------------ | ------------------ |
| 1er                | Vincenzo Nibali       | Italie             | Astana             | en 9 h 52 min 43 s |
| 2e                 | Peter Sagan           | Slovaquie          | Cannondale         | + 2 s              |
| 3e                 | Greg Van Avermaet     | Belgique           | BMC Racing         | + 2 s              |
| 4e                 | Michael Albasini      | Suisse             | Orica-GreenEDGE    | + 2 s              |
| 5e                 | Christopher Froome    | Royaume-Uni        | Sky                | + 2 s              |
| 6e                 | Bauke Mollema         | Pays-Bas           | Belkin             | + 2 s              |
| 7e                 | Jurgen Van den Broeck | Belgique           | Lotto-Belisol      | + 2 s              |
| 8e                 | Alberto Contador      | Espagne            | Tinkoff-Saxo       | + 2 s              |
| 9e                 | Tejay van Garderen    | États-Unis         | BMC Racing         | + 2 s              |
| 10e                | Jakob Fuglsang        | Danemark           | Astana             | + 2 s              |
| modifier           |                       |                    |                    |                    |

### Classement par points
| Classement par points | Classement par points | Classement par points | Classement par points | Classement par points |
| --------------------- | --------------------- | --------------------- | --------------------- | --------------------- |
|                       | Coureur               | Pays                  | Équipe                | Point(s)              |
| 1er                   | Peter Sagan           | Slovaquie             | Cannondale            | 69 points             |
| 2e                    | Bryan Coquard         | France                | Europcar              | 47 pts                |
| 3e                    | Marcel Kittel         | Allemagne             | Giant-Shimano         | 45 pts                |
| modifier              |                       |                       |                       |                       |

### Classement du meilleur grimpeur
| Classement du meilleur grimpeur | Classement du meilleur grimpeur | Classement du meilleur grimpeur | Classement du meilleur grimpeur | Classement du meilleur grimpeur |
| ------------------------------- | ------------------------------- | ------------------------------- | ------------------------------- | ------------------------------- |
|                                 | Coureur                         | Pays                            | Équipe                          | Point(s)                        |
| 1er                             | Cyril Lemoine                   | France                          | Cofidis                         | 6 points                        |
| 2e                              | Blel Kadri                      | France                          | AG2R La Mondiale                | 5 pts                           |
| 3e                              | Jens Voigt                      | Allemagne                       | Trek Factory Racing             | 4 pts                           |
| modifier                        |                                 |                                 |                                 |                                 |

### Classement du meilleur jeune
| Classement général du meilleur jeune | Classement général du meilleur jeune | Classement général du meilleur jeune | Classement général du meilleur jeune | Classement général du meilleur jeune |
|                                      | Coureur                              | Pays                                 | Équipe                               | Temps                                |
| ------------------------------------ | ------------------------------------ | ------------------------------------ | ------------------------------------ | ------------------------------------ |
| 1er                                  | Peter Sagan                          | Slovaquie                            | Cannondale                           | en 9 h 52 min 45 s                   |
| 2e                                   | Romain Bardet                        | France                               | AG2R La Mondiale                     | m.t                                  |
| 3e                                   | Michał Kwiatkowski                   | Pologne                              | Omega Pharma-Quick Step              | m.t                                  |
| modifier                             |                                      |                                      |                                      |                                      |

### Classement par équipes
| Classement par équipes | Classement par équipes | Classement par équipes | Classement par équipes |
|                        | Équipe                 | Pays                   | Temps                  |
| ---------------------- | ---------------------- | ---------------------- | ---------------------- |
| 1re                    | Sky                    | Royaume-Uni            | en 29 h 38 min 15 s    |
| 2e                     | Astana                 | Kazakhstan             | + 12 s                 |
| 3e                     | BMC Racing             | États-Unis             | + 14 s                 |
| modifier               |                        |                        |                        |

## Abandons
- Mark Cavendish (Omega Pharma-Quick Step) : non-partant
- Sacha Modolo (Lampre-Merida) : abandon